# کندیس کین
کندیس کین (به انگلیسی: Candis Cayne) (زاده ۲۹ اوت ۱۹۷۱) بازیگر آمریکایی است. او متولد هاوایی است.
کندیس کین یک زن ترنس است. کین درفیلم به وانگ فو بازی کرده‌است.